# Euroliga 2007./08. (kuglači)
Euroliga 2007/08. je bilo europsko športsko klupsko natjecanje u kojem su sudjelovali najbolji europski kuglački klubovi.
Završni turnir će se održati u Zalaegerszegu u Mađarskoj, 29. i 30. ožujka 2008.

Sudionici su bili hrvatski klubovi "Zadar", njemački SKV "Rot-Weiss" Zerbst, mađarski TK "Zalaegerszeg" i slovački ZP Sport a.s. iz Podbrezove.
- poluzavršnica

29. ožujka

- završnica

30. ožujka